# 折原一
折原 一（おりはら いち、1951年11月16日 -）は、日本の小説家・推理作家。埼玉県久喜市生まれ、白岡市在住。日本推理作家協会、本格ミステリ作家クラブ会員。2000年から2003年まで、本格ミステリ作家クラブの創設にあたって監事をつとめる。

## 経歴・作風
1970年に埼玉県立春日部高等学校、1974年に早稲田大学第一文学部を卒業後、JTBに入社。3年後に出版事業局に異動し、1980年に月刊旅行誌『旅』の編集部に配属される。
1985年、「おせっかいな密室」がオール讀物推理小説新人賞の最終候補作となる。1987年にJTBを退社し、1988年に、同作を含む短編集『五つの棺』が東京創元社より刊行される。次いで同社より「鮎川哲也と十三の謎」の1冊目として『倒錯の死角 201号室の女』が刊行される。同年に執筆した長編推理小説『倒錯のロンド』が江戸川乱歩賞最終候補作まで残るものの落選する。1995年、早川書房より刊行した小説『沈黙の教室』で第48回日本推理作家協会賞を受賞する。
執筆する作品のほとんどに叙述トリックが使われることから「叙述トリックの名手」と呼ばれる。しかし1990年代の前半に叙述トリック作品を連発したため、「叙述トリック作家」という呪縛にとらわれ「展開が窮屈で無理な作品がつづいた」と回顧している。このときに生まれた作品が『異人たちの館』であり、新潮文庫（1996年）、講談社文庫（2002年）、文春文庫（2016年）と「三次文庫」として出すほど本人も思い入れのある作品であり、「自分の持っているすべてをぶちこん」だ「転機となる記念碑的な作品」と述懐している。だが、ノンシリーズの作品であったことも影響してか、売れ行きはあまり芳しくなく、新潮文庫と講談社文庫ともにすぐに絶版となった。
伯父（母の異母兄）は作家の中島敦。妻は小説家の新津きよみ。共に執筆した小説『二重生活』が講談社より刊行されている。また、同じく推理作家の北村薫は、春日部高校、早稲田大学の先輩にあたり、大学在学時にはともにワセダミステリクラブに所属していた。折原の著書の一つ『ファンレター』には全編を通して"西村香"という覆面作家が登場している。
作中で活躍する探偵は、密室マニアであるが故に簡単な事件も「密室」と捉えてしまい、かえって事態をややこしくする迷警部の黒星光などがいる。
ホラー作品「チェーンレター」発表当初は「青沼 静也」のペンネームを使用した。
日本テレビ『マジカル頭脳パワー!!』の「マジカルミステリー劇場」の原案ブレーンに関わっていたこともある。またフジテレビアナウンサーの笠井信輔は自身のプロフィールで折原ファンを公言している。
2018年、1994年に発表した『異人たちの館』で本屋大賞発掘部門「超発掘本！」を受賞した。

## 文学賞受賞・候補歴
- 1985年 - 「おせっかいな密室」でオール讀物推理小説新人賞候補。
- 1988年 - 『倒錯のロンド』で第34回江戸川乱歩賞候補。
- 1990年 - 『倒錯のロンド』で第43回日本推理作家協会賞（長編部門）候補。
- 1994年 - 『異人たちの館』で第47回日本推理作家協会賞（長編部門）候補。
- 1995年 - 『沈黙の教室』で第48回日本推理作家協会賞（長編部門）受賞。
- 1997年 - 『冤罪者』で第118回直木三十五賞候補。
- 2018年 - 『異人たちの館』で本屋大賞発掘部門「超発掘本！」受賞[8]。

## ミステリ・ランキング

### 週刊文春ミステリーベスト10
| - 1988年 - 『五つの棺』9位 - 1989年 - 『倒錯のロンド』7位 - 1990年 - 『灰色の仮面』6位 - 1991年 - 『覆面作家』9位 - 1993年 - 『異人たちの館』4位 - 1994年 - 『沈黙の教室』3位 - 1995年 - 『誘拐者』9位 | - 1997年 - 『冤罪者』10位 - 1998年 - 『失踪者』10位 - 1999年 - 『暗闇の教室』16位 - 2000年 - 『倒錯の帰結』2位 - 2001年 - 『沈黙者』4位 - 2002年 - 『倒錯のオブジェ 天井男の奇想』10位 - 2003年 - 『被告A』10位 |

### このミステリーがすごい！
- 1988年 - 『倒錯の死角』12位
- 1990年 - 『倒錯のロンド』10位
- 1994年 - 『異人たちの館』9位
- 1995年 - 『沈黙の教室』12位
- 1998年 - 『冤罪者』14位
- 2001年 - 『倒錯の帰結』20位

### 本格ミステリ・ベスト10
- 1998年 - 『冤罪者』6位
- 2001年 - 『倒錯の帰結』9位
- 2004年 - 『模倣密室』28位、『被告A』29位
- 2010年 - 『逃亡者』30位

## 著作

### シリーズ作品

#### 黒星警部シリーズ
- 五つの棺【短編集】（1988年5月 東京創元社）
  - 収録作品：おせっかいな密室―天外消失事件 / やくざな密室―帝王死す事件 / 懐かしい密室―ユダの窓事件 / 冷ややかな密室―脇本陣殺人事件 / 永すぎる密室―ジョン・ディクスン・カーを読んだ男たち
  - 【増補・改題】七つの棺【短編集】（1992年11月 創元推理文庫）
    - 収録作品：密室の王者 / ディクスン・カーを読んだ男たち / やくざな密室 / 懐かしい密室 / 脇本陣殺人事件 / 不透明な密室 / 天外消失事件
    - 【改題】七つの棺―密室殺人が多すぎる（2013年3月 創元推理文庫【新装版】）
- 鬼が来たりてホラを吹く（1989年2月 光文社 カッパ・ノベルス）
  - 【改題】鬼面村の殺人（1993年7月 光文社文庫 / 2018年5月 光文社文庫【新装版】）
- 猿島館の殺人（1990年6月 光文社 カッパ・ノベルス / 1995年2月 光文社文庫 / 2018年7月 光文社文庫【新装版】）
- 丹波家殺人事件（1991年3月 日本経済新聞出版社 / 1994年5月 講談社文庫）
  - 【改題】丹波家の殺人（2004年5月 光文社文庫 / 2018年11月 光文社文庫【新装版】）
- 黄色館の秘密（1998年3月 光文社文庫 / 2018年9月 光文社文庫【新装版】）
- 模倣密室 黒星警部と七つの密室【短編集】（2003年5月 光文社 / 2006年5月 光文社文庫）
  - 【改題】模倣密室（2019年1月 光文社文庫【新装版】）
    - 収録作品：北斗星の密室―「黒星警部の夜」あるいは「白岡牛」 / つなわたりの密室 / 本陣殺人計画―横溝正史を読んだ男 / 交換密室 / トロイの密室 / 邪な館、1/3の密室 / 模倣密室

#### 「倒錯」三部作
- 倒錯の死角 201号室の女（1988年10月 東京創元社 / 1994年10月 創元推理文庫 / 1999年10月 講談社文庫）
- 倒錯のロンド（1989年7月 講談社 / 1992年8月 講談社文庫/ 2021年1月 講談社文庫【完成版】）
- 倒錯の帰結（2000年10月 講談社 / 2003年1月 講談社ノベルス / 2004年9月 講談社文庫）

#### 幸福荘シリーズ
- 天井裏の散歩者―幸福荘殺人日記【連作短編】（1993年12月 角川文庫）
  - 【改題】天井裏の散歩者―幸福荘殺人日記1（2011年6月 講談社文庫）
- 幸福荘の秘密―新・天井裏の散歩者【連作短編】（1995年9月 角川書店）
  - 【改題】幸福荘の秘密―続・天井裏の散歩者（1997年10月 角川文庫）
  - 【再改題】天井裏の奇術師―幸福荘殺人日記2（2011年8月 講談社文庫）

#### 〜者シリーズ
- 仮面劇（1992年2月 講談社 / 1995年3月 講談社文庫）- トリカブト保険金殺人事件をモデルにしている[9]。
  - 【改題】毒殺者（2014年11月 文春文庫）
- 誘拐者（1995年8月 東京創元社 / 2002年11月 文春文庫）- 「山森将智家」事件をモデルにしている[9]。
- ファンレター（1996年1月 講談社 / 1999年2月 講談社文庫）
  - 【改題】愛読者（2007年11月 文春文庫）
- 漂流者（1996年8月 角川書店 / 2011年1月 文春文庫）
  - 【改題】セーラ号の謎―漂流者―（1999年10月 角川文庫）
- 遭難者（1997年5月 実業之日本社 / 2000年5月 角川文庫 / 2014年5月 文春文庫）
- 冤罪者（1997年11月 文藝春秋 / 2000年11月 文春文庫） - 首都圏女性連続殺人事件をモデルにしている[9]。
- 失踪者（1998年11月 文藝春秋 / 2001年11月 文春文庫） - 神戸連続児童殺傷事件をモデルにしている[9]。
- 沈黙者（2001年11月 文藝春秋 / 2004年11月 文春文庫）- 「留置番号渋谷警察署四十五番による沈黙裁判」をモデルにしている[9]。
- 行方不明者（2006年8月 文藝春秋 / 2009年9月 文春文庫） - 広島一家失踪事件をモデルにしている[9]。
- 逃亡者（2009年8月 文藝春秋 / 2012年2月 文春文庫） - 松山ホステス殺害事件をモデルにしている[9]。
- 追悼者（2010年11月 文藝春秋 / 2013年5月 文春文庫） - 東電OL殺人事件をモデルにしている[9]。
- 潜伏者（2012年12月 文藝春秋 / 2015年8月 文春文庫） - 北関東連続幼女誘拐殺人事件をモデルにしている[9]。
- 侵入者 自称小説家（2014年9月 文藝春秋 / 2017年9月 文春文庫） - 世田谷一家殺害事件、板橋資産家夫婦放火殺人事件をモデルにしている[9]。
- 傍聴者（2020年11月 文藝春秋 / 2023年11月 文春文庫）- 様々な、女性による保険金殺人事件をモデルにしている。

#### 教室シリーズ
- 沈黙の教室（1994年4月 早川書房 / 1997年5月 ハヤカワ文庫JA / 2009年6月 双葉文庫）
- 暗闇の教室（1999年9月 早川書房 / 2001年12月 ハヤカワ文庫JA）- 大久保清連続婦女暴行殺人事件、連合赤軍事件を一部ヒントにしている[9]。

#### 樹海シリーズ
- 樹海伝説―騙しの森へ（2002年6月 祥伝社文庫）
- 鬼頭家の惨劇―忌まわしき森へ（2003年12月 祥伝社文庫）
- 黒い森（2007年11月 祥伝社 / 2010年9月 祥伝社文庫）
- 赤い森（2010年4月 祥伝社 / 2013年7月 祥伝社文庫） - 「樹海伝説」「鬼頭家の惨劇」に新たに書下した「赤い森」を加え、加筆・訂正したもの
  - 収録作品：樹海伝説―騙しの森へ / 鬼頭家の惨劇―忌まわしき森へ / 赤い森―鬼頭家の秘密

### ノンシリーズ
- 白鳥は虚空に叫ぶ（1989年7月 光文社 カッパ・ノベルス）
  - 【改題】「白鳥」の殺人（1994年2月 光文社文庫）
- 螺旋館の殺人（1990年1月 講談社 / 1993年8月 講談社文庫）
  - 【改題】螺旋館の奇想（2005年6月 文春文庫） - 「倒錯のロンド」の姉妹編とも言われる
- 灰色の仮面（1990年8月 講談社 / 1992年6月 講談社ノベルス / 1995年6月 講談社文庫 / 1998年10月 徳間文庫）
- 死の変奏曲（1991年1月 徳間書店）
  - 【改題】黒衣の女（1995年8月 徳間文庫 / 1998年7月 講談社文庫）
- 覆面作家（1991年10月 立風書房 / 1996年3月 講談社文庫 / 2013年2月 光文社文庫）
- 奥能登殺人旅行（1992年11月 光文社 カッパ・ノベルス）
  - 【改題】蜃気楼の殺人（1996年2月 光文社文庫 / 2005年8月 講談社文庫）
- 異人たちの館（1993年1月 新潮社 / 1996年2月 新潮文庫 / 2002年7月 講談社文庫 / 2016年11月 文春文庫）- 大雪山SOS遭難事件を一部ヒントにしている[9]。
- 水底の殺意（1993年8月 講談社）
  - 【改題】水の殺人者（1996年8月 講談社文庫）
- 望湖荘の殺人（1994年9月 光文社 カッパ・ノベルス / 1997年3月 光文社文庫）
- 二重生活（1996年10月 双葉社 / 2000年3月 講談社文庫 / 2016年1月 光文社文庫） - 新津きよみとの共著
- 101号室の女【短編集】（1997年2月 講談社 / 2000年7月 講談社文庫）
  - 収録作品：101号室の女 / 眠れ、わが子よ / 網走まで… / 石廊崎心中 / 恐妻家 / わが子が泣いている / 殺人計画 / 追跡 / わが生涯最大の事件
- 耳すます部屋【短編集】（2000年2月 講談社 / 2003年2月 講談社文庫）
  - 収録作品：耳すます部屋 / 五重像 / のぞいた顔 / 真夏の誘拐者 / 肝だめし / 眠れない夜のために / Ｍの犯罪 / 誤解 / 鬼 / 目撃者
- 倒錯のオブジェ（2002年10月 文藝春秋）
  - 【改題】天井男の奇想（2006年3月 文春文庫）
- チェーンレター（2001年9月 角川書店 / 2004年3月 角川ホラー文庫） - 発表当初は青沼静也名義
  - 【改題】棒の手紙（2020年3月 光文社文庫）
- 被告A（2003年9月 早川書房 / 2006年9月 ハヤカワ文庫）
- 偽りの館―叔母殺人事件（2004年9月 講談社）
  - 【改題】叔母殺人事件―偽りの館（2007年9月 講談社文庫）
- 黙の部屋（2005年4月 文藝春秋 / 2008年7月 文春文庫）
- グッドバイ―叔父殺人事件（2005年11月 原書房）- 皆野町練炭集団自殺事件を一部ヒントにしている[9]。
  - 【改題】叔父殺人事件―グッドバイ（2008年11月 講談社文庫）
- タイムカプセル（2007年3月 理論社ミステリーYA! / 2012年10月 講談社文庫）
- 疑惑【短編集】（2007年6月 文藝春秋）
  - 【改題】放火魔（2010年2月 文春文庫） - 文庫版では「石田黙への旅」は未収録。
    - 収録作品：偶然 / 疑惑（文庫版は「放火魔」に改題） / 危険な乗客 / 交換殺人計画 / 津村泰造の優雅な生活 / 黙の家 / 石田黙への旅
- クラスルーム（2008年7月 理論社ミステリーYA!/ 2013年8月 講談社文庫）
- 帝王、死すべし（2011年11月 講談社 / 2014年12月 講談社文庫） - 京都小学生殺害事件を一部ヒントにしている[9]。
- グランドマンション（2013年5月 光文社 / 2015年11月 光文社文庫）
  - 収録作品：音の正体 / 304号室の女 / 善意の第三者 / 時の穴 / 懐かしい声 / 心の旅路 / リセット / エピローグ
- 死仮面（2016年4月 文藝春秋 / 2019年2月 文春文庫）
- 双生児（2017年10月 早川書房）
- ポストカプセル（2018年6月 光文社）
- グッドナイト（2022年11月 光文社）

### 単行本未収録作品
- 遠い誤解（1996年9月 『小説新潮』1996年10月号 新潮社）
- 石田黙のある部屋（2009年10月 『探偵Xからの挑戦状！』 小学館文庫）
- 部屋の中の死（2011年4月 『オール讀物』2011年5月号 文藝春秋）
- 六つ首村（2024年1月 - 『ジャーロ』No.92 2024 JANUARY - 光文社）

### アンソロジー
「」内が折原一の作品

#### ザ・ベストミステリーズ 推理小説年鑑
- 推理小説代表作選集 推理小説年鑑 1996年版（1996年6月 講談社）「わが生涯最大の事件」
  - 【改題・再編集】どたん場で大逆転 ミステリー傑作選35（1999年4月 講談社文庫）
- ザ・ベストミステリーズ 1999 推理小説年鑑（1999年6月 講談社）「眠れない夜のために」
  - 【改題・再編集】密室＋アリバイ＝真犯人 ミステリー傑作選40（2002年4月 講談社文庫）
- ザ・ベストミステリーズ 2000 推理小説年鑑（2000年6月 講談社）「真夏の誘拐者」
  - 【改題・分冊】嘘つきは殺人のはじまり ミステリー傑作選43（2003年4月 講談社文庫）
- ザ・ベストミステリーズ 2004 推理小説年鑑（2004年7月 講談社）「偶然」
  - 【改題・分冊】孤独な交響曲 ミステリー傑作選（2007年4月 講談社文庫）
- ザ・ベストミステリーズ 2009 推理小説年鑑（2009年7月 講談社）「音の正体」
  - 【改題・分冊】Bluff騙し合いの夜 ミステリー傑作選（2012年4月 講談社文庫）

#### その他
- やっぱりミステリーが好き（1990年6月 新潮社 / 1995年3月 講談社文庫）「殺人計画」
- 鮎川哲也と十三の謎'91（1991年12月 東京創元社）「覆面推理作家」
- 密室殺人事件 ミステリーアンソロジー（1994年12月 角川文庫）「不透明な密室」
- 密室（1994年5月 カドカワノベルズ / 1997年10月 角川文庫）「傾いた密室」
- 誘拐（1995年1月 カドカワノベルズ / 1997年10月 角川文庫）「二重誘拐」
- 「傑作推理（ベスト・オブ・ベスト）」大全集〈下〉（1995年8月 光文社 カッパノベルス）「眠れ､わが子よ」
  - 【改題】黒衣のモニュメント（2000年6月 光文社文庫）
- 七人の警部（1998年3月 廣済堂ブルーブックス）「不透明な密室」
- 最新「珠玉推理（ベスト・オブ・ベスト）」大全〈上〉（1998年8月 光文社 カッパノベルス）「五重像」
  - 【改題】幻惑のラビリンス（2001年5月 光文社文庫）
- 密室殺人大百科〈上〉魔を呼ぶ密室（2000年7月 原書房）「本陣殺人計画」
  - 【改題・再編集】密室殺人大百科〈上〉魔を呼ぶ密室（2003年9月 講談社文庫）
- M列車で行こう（2001年10月 光文社 カッパ・ノベルス / 2005年5月 光文社文庫）「危険な乗客」
- 密室レシピ（2002年3月 角川スニーカー文庫）「トロイの密室」
- 本格ミステリ02 二〇〇二年本格短編ベスト・セレクション（2002年5月 講談社ノベルス）
  - 【分冊・改題】天使と髑髏の密室 本格短編ベスト・セレクション（2005年12月 講談社文庫）「北斗星の密室」
- 推理作家になりたくて マイベストミステリー 第六巻「謎」（2004年4月 文藝春秋) ｢わが生涯最大の事件」
  - 【改題】マイ・ベスト・ミステリーVI（2007年12月 文春文庫）
- 赤に捧げる殺意（2005年4月 角川書店 / 2013年2月 角川文庫）「トロイの密室」
- アート偏愛 異形コレクション（2005年12月 光文社文庫）「黙の家」
- 探偵Xからの挑戦状！（2009年10月 小学館文庫）「石田黙のある部屋」
- ミステリーの書き方（2010年11月 幻冬舎 / 2015年10月 幻冬舎文庫）※執筆作法「叙述トリックを成功させる方法」
- THE 密室（2014年8月 有楽出版社 / 2016年10月 実業之日本社文庫）「不透明な密室」
- 電話ミステリー倶楽部（2016年5月 光文社文庫）「偶然」
- 日本推理作家協会賞受賞作家傑作短編集3 隣りの不安、目前の恐怖（2016年6月 双葉文庫）「耳すます部屋」
- 自薦 THE どんでん返し 3（2019年1月 双葉文庫）「偶然」

## 映像化作品

### テレビドラマ
- 越後親不知、死を招くファインダー（1991年2月9日、テレビ朝日系「土曜ワイド劇場」枠、主演：伊藤蘭、原作：白鳥は虚空に叫ぶ）
- 探偵Xからの挑戦状！ Season1「石田黙のある部屋」（2009年5月14日、NHK総合、主演：山西惇）
- 黒星警部の密室捜査（2015年6月17日、テレビ東京系「水曜ミステリー9」枠、主演：陣内孝則、原作：交換密室『模倣密室』所収）